# 臺灣憲兵隊 (日治時期)
臺灣憲隊為臺灣日治時期的憲兵部隊，主要負責維持軍紀等軍事警察事務，並兼責行政及司法警察事務，憲兵隊本部位在臺北市乃木町（現在臺北憲兵隊所在街廓）。臺灣的憲兵在日治前期由臺灣總督指揮，而臺灣最初尚無警察編制時，完全依靠憲兵維持治安及掃蕩反抗勢力。1895年8月，「臺灣憲兵隊」成立，其在不久後於1897年9月被裁撤而改隸屬東京的「憲兵司令部」，並將台灣分屬三個憲兵隊。1904年，臺灣的三處憲兵隊統一為「第十三憲兵隊」，並在1907年改稱「臺灣憲兵隊」。1919年10月後，台灣憲兵隊改由臺灣軍司令部指揮並隸屬「憲兵隊」，並在1940年改為憲兵隊下的「臺北憲兵隊」、「臺南憲兵隊」。1942年5月，成立「臺灣憲兵隊司令部」，而臺灣憲兵隊自憲兵隊獨立，下轄臺北、臺南憲兵隊。1945年3月，改在五州三廳各設置8處憲兵隊。
臺灣的憲兵人數在日治初期最多接近四千人，在1897年時設有28個憲兵分隊，之後因警察逐漸充實、治安平穩，憲兵編制逐漸縮編，在1904年時僅剩4個憲兵分隊。

## 臺灣總督府指揮時期 (1895-1919)
在日本領有台灣前即設立了台灣的憲兵制度，在1895年5月公告的《臺灣總督府條例》中，在總督府陸軍局下設有「憲兵部」，但僅有人員配置，下設部長、副官各1人，準士官4人，並無其他規定。在1895年6月，即有280位憲兵隨首任台灣總督樺山資紀從基隆港上岸來台；另外，有16位憲兵跟隨近衛師團從澳底登陸台灣，但此時的憲兵隸屬兵站（後勤）司令部。

### 臺灣憲兵隊成立 (1895年)
1895年8月，在東京組成了「臺灣憲兵隊」，並分為三個區隊，在臺北為「憲兵第二區隊」，在彰化為「憲兵第一區隊」，在臺南為「憲兵第三區隊」，之後則在鳳山增設「憲兵第四區隊」，而憲兵由「臺灣憲兵隊長」統轄。此時臺灣的憲兵約有3,400多人。同時，兵站司令部副屬的憲兵也逐漸擴張，在1895年8月改稱「台灣兵站監部」，約有210位憲兵人員，但皆在1896年3月返回日本。
1896年5月25日實施《臺灣憲兵隊條例》，臺灣憲兵隊的區隊改成與臺灣守備混成第一旅團守備管區相同的3個區隊（第一區隊位於臺北、第二區隊位於臺中、第三區隊位於臺南），下設5處憲兵分隊。臺灣的憲兵由陸軍大臣管轄，由臺灣總督統率，臺灣憲兵的軍事警察事務由軍務局長負責，行政及司法警察事務由民政局長負責；在地方的軍事守備由混成旅團長、守備隊長指揮，行政及司法警察則由縣知事、島司、支廳長、法院檢察官指揮。此時的憲兵主要負責搜索鎮壓反抗勢力，沒收兵器、從事戶口調查等事務。在1897年實施三段警備制後，由憲兵負責掃蕩反抗勢力，並輔助警察的一般行政事務。

### 臺灣憲兵隊裁撤改隸憲兵司令部 (1897年-)
1897年9月22日《臺灣憲兵隊條例》廢止，臺灣憲兵隊本部因此裁撤，臺灣的憲兵始適用日本內地的《憲兵隊條例》，改由東京的「憲兵司令部」總管，但仍有部分台灣特例的內容，例如：台灣的憲兵隸屬於台灣總督而非陸軍大臣，在地方的行政及司法警察事務方面，受縣知事、廳長、法院檢察官指揮，其他事務則受旅團長、要塞司令官、守備隊長指揮。臺灣的憲兵由臺灣總督在憲兵管區的樞紐地帶訂定「憲兵警察區」，設置「憲兵分隊」，必要時可在憲兵警察區內在設置「憲兵分屯大隊」。此時，原本的第一、二、三區隊改為第八、九、十憲兵隊如下：
- 第8憲兵隊：下轄10個憲兵分隊
- 第9憲兵隊：下轄8個憲兵分隊
- 第10憲兵隊：下轄10個憲兵分隊[4]

1898年11月29日，《憲兵隊條例》修正，並因應日本內地增設師團，調整為15個憲兵隊管區，而隨著臺灣治安穩定且地方的警察逐漸充實，憲兵屯所在1899年11月後逐漸被裁撤，此時的憲兵隊配置如下：
| 憲兵隊     | 憲兵警察區                                                               |
| ---------- | ------------------------------------------------------------------------ |
| 第13憲兵隊 | 台北、基隆、宜蘭、大嵙崁、新竹憲兵警察區                                 |
| 第14憲兵隊 | 臺中、彰化、斗六、他里霧憲兵警察區                                       |
| 第15憲兵隊 | 嘉義、臺南、澎湖島支部、蕃薯藔、噍吧哖、鳳山、萬丹、恆春、卑南憲兵警察區 |

臺灣憲兵的特例事項在1901年4月廢除，於是取消憲兵警察區等制度，臺灣憲兵的制度在此後與內地憲兵完全相同，此時臺灣設有3個憲兵隊及下轄15個憲兵分隊、32個憲兵屯所，配置如下：
| 憲兵隊     | 憲兵隊           | 憲兵分隊       | 憲兵分隊       | 憲兵屯所                                         |
| 名稱       | 位置             | 名稱           | 位置           | 位置                                             |
| ---------- | ---------------- | -------------- | -------------- | ------------------------------------------------ |
| 第13憲兵隊 | 臺北北門街       | 臺北憲兵分隊   | 臺北北門街     | 滬尾永吉街、臺北北門街、艋舺後街仔、大稻埕杜厝街 |
| 第13憲兵隊 | 臺北北門街       | 基隆憲兵分隊   | 基隆哨船頭街   | 基隆哨船頭街、頂雙溪街                           |
| 第13憲兵隊 | 臺北北門街       | 新竹憲兵分隊   | 新竹武營頭街   | 新竹武營頭街、大嵙崁街                           |
| 第13憲兵隊 | 臺北北門街       | 宜蘭憲兵分隊   | 五四結庄       | 五四結庄、蘇澳街                                 |
| 第14憲兵隊 | 臺中小北門街     | 臺中憲兵分隊   | 臺中大墩街     | 臺中大墩街、苗栗街、埔里社街                     |
| 第14憲兵隊 | 臺中小北門街     | 彰化憲兵分隊   | 彰化西門街     | 彰化西門街、北斗街、南投街                       |
| 第14憲兵隊 | 臺中小北門街     | 斗六憲兵分隊   | 斗六街         | 斗六街、林圯埔街、西螺街                         |
| 第14憲兵隊 | 臺中小北門街     | 北港憲兵分隊   | 北港街         | 北港街                                           |
| 第15憲兵隊 | 臺南市街下大埕街 | 嘉義憲兵分隊   | 嘉義大街       | 嘉義大街、新營庄                                 |
| 第15憲兵隊 | 臺南市街下大埕街 | 臺南憲兵分隊   | 臺南市街做箴街 | 臺南做箴街、效忠里十二公社(安平)                 |
| 第15憲兵隊 | 臺南市街下大埕街 | 蕃薯藔憲兵分隊 | 蕃薯藔街       | 蕃薯藔街、噍吧哖街                               |
| 第15憲兵隊 | 臺南市街下大埕街 | 鳳山憲兵分隊   | 鳳山大唐街     | 鳳山大唐街、打狗哨船頭街、東港街                 |
| 第15憲兵隊 | 臺南市街下大埕街 | 恆春憲兵分隊   | 恆春南門街     | 恆春南門街                                       |
| 第15憲兵隊 | 臺南市街下大埕街 | 卑南憲兵分隊   | 卑南新街       | 卑南新街                                         |
| 第15憲兵隊 | 臺南市街下大埕街 | 澎湖島憲兵分隊 | 東西澳南街     | 澎湖島東西澳南街                                 |

1902年2月10日，增設「萬丹憲兵分隊」，下轄「萬丹、東港憲兵屯所」，並裁撤卑南憲兵分隊；同年7月8日，北港憲兵分隊改為彰化憲兵分隊下的「北港憲兵屯所」，南投憲兵屯所則改為「南投憲兵分隊」；同年8月1日，宜蘭憲兵分隊本部及憲兵屯所移至宜蘭街，埔里社憲兵屯所改隸南投憲兵分隊，裁撤東港憲兵屯所，增設「漁翁島憲兵屯所」。
1903年3月26日，第13憲兵分隊本部、臺北憲兵分隊本部由北門街改至府後街；同年4月18日，第14憲兵隊下增設「苗栗憲兵分隊」，並裁撤南投憲兵分隊；同年6月4日，第14憲兵分隊本部從大墩移到小北門，臺南憲兵分隊移到下大埕。1904年3月2日，將臺灣的憲兵隊改為「第13憲兵隊」，憲兵人數亦大幅縮減，下設臺北、臺南、臺南、澎湖島憲兵分隊，憲兵分隊下改設「憲兵分遣所」。
| 憲兵隊     | 憲兵隊     | 憲兵分隊       | 憲兵分隊         | 憲兵分遣所                                                                                         |
| 名稱       | 位置       | 名稱           | 位置             | 位置                                                                                               |
| ---------- | ---------- | -------------- | ---------------- | -------------------------------------------------------------------------------------------------- |
| 第13憲兵隊 | 臺北府後街 | 臺北憲兵分隊   | 臺北府後街       | 基隆街、宜蘭街、滬尾街、大嵙崁街、新竹武營頭街                                                     |
| 第13憲兵隊 | 臺北府後街 | 臺中憲兵分隊   | 臺中小北門街     | 苗栗街、彰化街、埔里社街                                                                           |
| 第13憲兵隊 | 臺北府後街 | 臺南憲兵分隊   | 臺南市街清水寺街 | 斗六街、林圯埔街、嘉義文昌閣街、鳳山大唐街、蕃薯藔街、噍吧哖街、石光見庄、打狗哨船頭街、恆春南門街 |
| 第13憲兵隊 | 臺北府後街 | 澎湖島憲兵分隊 | 澎湖島東西澳南街 | -                                                                                                  |

1904年4月24日，裁撤苗栗、彰化憲兵分遣所，恆春憲兵分遣所改至恆春東門街；同年10月10日，裁撤噍吧哖憲兵分遣所；同年10月20日，裁撤石光見憲兵分遣所。1907年7月1日，增設「花蓮港憲兵分隊」，臺中憲兵分隊改為臺北憲兵分隊下的「臺中憲兵分遣所」，分遣所僅剩基隆、臺中、埔里社、鳳山、璞石閣、卑南等五處。

### 臺灣憲兵隊再設立 (1907年)
1907年10月21日，第十三憲兵隊改稱「臺灣憲兵隊」。1908年2月13日，增設宜蘭、大嵙崁、蕃薯藔（約在現今旗山公共體育場南側）、恆春憲兵分遣所（後改建為恆春庄役場）；同年3月28日，增設「斗六憲兵分遣所」（原址為斗六高中）。1911年7月6日，裁撤斗六憲兵分遣所。1912年6月14日，裁撤鳳山憲兵分遣所。1913年12月14日，除了臺北憲兵分隊下的基隆、臺中憲兵分遣所，其餘憲兵分遣所皆被裁撤。1919年5月1日，臺南憲兵分隊下增設「打狗憲兵駐在所」。1919年8月25日，憲兵司令部下設立「憲兵隊」，管轄日本內地、臺灣及南滿州的憲兵隊，設立「朝鮮憲兵隊」管轄朝鮮地區的憲兵隊。
| 憲兵隊            | 憲兵分隊       | 憲兵分遣所                    |
| ----------------- | -------------- | ----------------------------- |
| 憲兵隊 臺灣憲兵隊 | 臺北憲兵分隊   | 基隆憲兵分遣所 臺中憲兵分遣所 |
| 憲兵隊 臺灣憲兵隊 | 臺南憲兵分隊   | 打狗憲兵駐在所                |
| 憲兵隊 臺灣憲兵隊 | 花蓮港憲兵分隊 | -                             |
| 憲兵隊 臺灣憲兵隊 | 澎湖島憲兵分隊 | -                             |

## 臺灣軍司令部指揮時期 (1919-1942)
台灣自1919年10月進入文官總督時期，臺灣憲兵隊從臺灣總督改由臺灣軍司令部指揮，但仍隸屬於位於東京的憲兵隊。1920年9月，增設「基隆憲兵分隊」，花蓮憲兵分隊則改為憲兵分遣所。1927年5月28日，增設「屏東憲兵分遣所」。1929年6月，憲兵分隊下的分遣所、駐在所皆改稱「憲兵分遣隊」。1938年1月，增設「高雄憲兵分隊」、「嘉義憲兵分遣隊」。
| 憲兵隊            | 憲兵分隊         | 憲兵分隊                                                                 | 備註                                                 |
| 憲兵隊            | 名稱             | 管轄區域                                                                 | 備註                                                 |
| ----------------- | ---------------- | ------------------------------------------------------------------------ | ---------------------------------------------------- |
| 憲兵隊 臺灣憲兵隊 | 基隆憲兵分隊     | - 臺北州基隆市、基隆郡、宜蘭郡、羅東郡、蘇澳郡 - 花蓮港廳                | 原址位在日新町，現為基隆憲兵隊                       |
| 憲兵隊 臺灣憲兵隊 | 臺北憲兵分隊     | - 臺北州臺北市、七星郡、淡水郡、文山郡、海山郡、新莊郡 - 新竹州 - 臺中州 | 原味在乃木町，現為台北市憲兵隊，北側土地現為遠東百貨 |
| 憲兵隊 臺灣憲兵隊 | 臺中憲兵分遣隊   | 臺中州                                                                   | 原址位在干城町，現為憲兵203指揮部                    |
| 憲兵隊 臺灣憲兵隊 | 嘉義憲兵分遣隊   | 臺南州嘉義市、嘉義郡、北港郡、虎尾郡、斗六郡                             | 原址位在新富町，現為嘉義憲兵隊                       |
| 憲兵隊 臺灣憲兵隊 | 臺南憲兵分隊     | 臺南州                                                                   | 原址位在清水町，戰後為台南憲兵隊，後拆除改建為民宅   |
| 憲兵隊 臺灣憲兵隊 | 高雄憲兵分隊     | - 高雄州 - 臺東廳                                                        | 原位在高雄市役所西側，現為高雄國際會議中心           |
| 憲兵隊 臺灣憲兵隊 | 屏東憲兵分遣隊   | 高雄州屏東市、屏東郡、旗山郡、東港郡、潮州郡、恆春郡                     | 原址位在榮町，現為屏東憲兵隊                         |
| 憲兵隊 臺灣憲兵隊 | 花蓮港憲兵分遣隊 | 花蓮港廳                                                                 | 現為花蓮憲兵隊                                       |
| 憲兵隊 臺灣憲兵隊 | 澎湖島憲兵分隊   | 澎湖廳                                                                   | 現為歷史建築澎湖廳憲兵隊                             |

1938年12月1日，高雄憲兵分隊下增設「岡山分駐所」、「臺東分駐所」。1940年8月1日，憲兵隊下的臺灣憲兵隊改為「臺北憲兵隊」、「臺南憲兵隊」。

## 臺灣憲兵隊司令部指揮時期 (1942-1945)
1942年5月19日，設立「臺灣憲兵隊司令部」，位於臺北市旭町，負責統籌全臺灣的憲兵事務，以強化戰時維持治安、防諜保密。同年5月23日，臺北、臺南自憲兵隊獨立並另設「臺灣憲兵隊」，下轄臺北、臺南憲兵隊。1944年9月6日，增設花蓮港憲兵隊。1945年3月，改設置臺北地區、新竹地區、臺中地區、臺南地區、高雄地區、花蓮港地區、臺東地區、澎湖島地區等8處憲兵隊。
| 憲兵隊     | 憲兵隊       | 管轄範圍               | 分遣隊 |
| ---------- | ------------ | ---------------------- | ------ |
| 臺灣憲兵隊 | 臺北憲兵隊   | 臺北州、臺中州、新竹州 | 未知   |
| 臺灣憲兵隊 | 臺南憲兵隊   | 臺南州、高雄州、澎湖廳 | 未知   |
| 臺灣憲兵隊 | 花蓮港憲兵隊 | 花蓮港廳、臺東廳       | 未知   |

二戰後，臺灣憲兵隊司令部解散，台灣憲兵改由臺灣軍司令部管轄，依舊負責維持治安、日本軍紀取締，以及處理與中國憲兵的接收事務，直到1946年陸續引揚回日本。

## 憲兵隊長

### 歷屆台灣憲兵隊長
- 萩原貞固：1895年8月至1897年9月，後任第十憲兵隊長
- 三宅篤夫：1919年任台灣憲兵隊長
- 大木繁：1935年至1937年間任台灣憲兵隊長
- 石田乙五郎：1941年任台灣憲兵隊長，1942年~1944年1月任台灣憲兵隊司令官[37]，為甲級戰犯
- 納見敏郎：1944年1月~1945年1月任台灣憲兵隊司令官[37]，被列為甲級戰犯後自殺
- 上砂勝七：1945年1月~終戰任台灣憲兵隊司令官[37]，為甲級戰犯

### 終戰時各地區憲兵隊長
- 臺北地區憲兵隊長：伊藤長三郎 中佐
- 新竹地區憲兵隊長：牛山晴登  少佐
- 臺中地區憲兵隊長：高宮廣治 少佐
- 臺南地區憲兵隊長：加藤清一 中佐
- 高雄地區憲兵隊長：平井秋雄 少佐
- 花蓮港地區憲兵隊長：宮原正嘉 少佐
- 臺東地區憲兵隊長：石森松太郎 少佐
- 澎湖島地區憲兵隊長：志苫昂 大尉[37]

## 現存設施

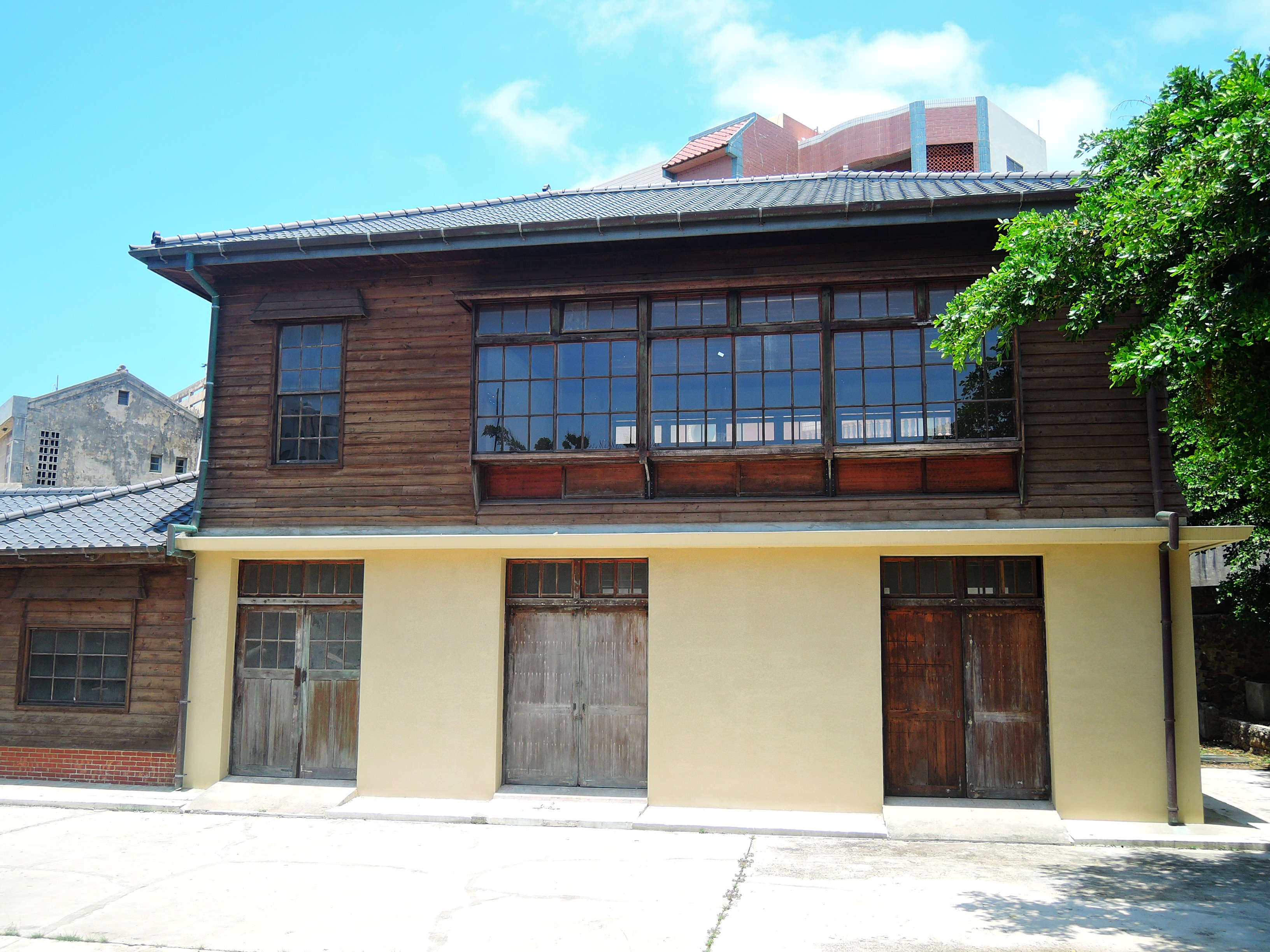
澎湖廳憲兵隊

- 澎湖島憲兵分隊廳舍

- 屏東憲十新村（屏東憲兵分遣隊宿舍）

## 紀念碑
- 圓山憲兵忠魂碑：位於圓山公園
- 金山憲兵殉難忠魂碑：位於金包里公園，以紀念1895年12月31日，金包里憲兵屯所遭攻擊導致8人去世之事[40]。
- 日本憲兵殉難碑：位於南投中寮，以紀念1898年3月23日，南投憲兵隊分隊憲兵遭攻擊之事。